# Fall River (Massachusetts)
Fall River ist eine Stadt (mit dem Status „City“) im Bristol County im US-amerikanischen Bundesstaat Massachusetts. Bei der Volkszählung im Jahr 2020 hatte Fall River 94.000 Einwohner und ist damit die zehntgrößte Stadt in Massachusetts.

## Geographie
Fall River liegt auf 41°42'5" nördlicher Breite und 71°9'20" westlicher Länge und erstreckt sich über 99 km², die sich auf 80,3 km² Land- und 18,7 km² Wasserfläche verteilen. Die Stadt liegt an der Mündung des Taunton River in die Mount Hope Bay, den nordöstlichsten Teil der Narragansett Bay. Die südliche Stadtgrenze ist zugleich die Staatsgrenze zu Rhode Island.
Nachbarorte von Fall River sind Swansea (8,4 km nordwestlich), Somerset (11,6 km nördlich), Freetown (19,8 km nordöstlich), North Westport (9,1 km südwestlich) und Tiverton im benachbarten Bundesstaat Rhode Island (10,5 km südwestlich).
Die nächstgelegenen größeren Städte sind New Bedford (22,8 km ostsüdöstlich), Rhode Islands Hauptstadt Providence (28,3 km nordwestlich) und Massachusetts’ Hauptstadt Boston (87,1 km nördlich).

## Verkehr
Fall River ist der wichtigste Verkehrsknotenpunkt an der Mount Hope Bay. Durch das Stadtgebiet verlaufen die Interstate 195, der U.S. Highway 6 und die Massachusetts Routes 24, 79 81 und 138, die zum Teil autobahnähnlich ausgebaut sind. Im Süden der Stadt durchquert die Massachusetts Route 177 einen etwa 100 Meter breiten Streifen des Stadtgebietes.
Über die Brightman Street Bridge mit dem U.S. Highway 6 und die Charles M. Braga Jr. Memorial Bridge mit der Interstate 195 ist Fall River mit dem gegenüber liegenden Nordwestufer des Taunton River verbunden.

## Sehenswürdigkeiten
Im Schiffahrtsmuseum Battleship Cove im Hafen von Fall River liegen ehemalige Einheiten der United States Navy. Die weltgrößte Sammlung von Marineschiffen aus dem Zweiten Weltkrieg wird von einer gemeinnützigen Stiftung betreut. Unter anderem befinden sich hier das Schlachtschiff Massachusetts, der Zerstörer Joseph P. Kennedy, Jr. sowie das U-Boot Lionfish.

## Demografische Daten
Nach der Volkszählung im Jahr 2010 lebten in Fall River 88.857 Menschen in 38.140 Haushalten. Die Bevölkerungsdichte betrug 1.106,6 Einwohner pro Quadratkilometer.
Ethnisch betrachtet setzte sich die Bevölkerung zusammen aus 87,0 Prozent Weißen, 3,9 Prozent Afroamerikanern, 0,3 Prozent amerikanischen Ureinwohnern, 2,6 Prozent Asiaten sowie aus anderen ethnischen Gruppen; 2,8 Prozent stammten von zwei oder mehr Ethnien ab. Unabhängig von der ethnischen Zugehörigkeit waren 7,4 Prozent der Bevölkerung spanischer oder lateinamerikanischer Abstammung.
In den 38.140 Haushalten lebten statistisch je 2,30 Personen.
21,5 Prozent der Bevölkerung waren unter 18 Jahre alt, 63,4 Prozent waren zwischen 18 und 64 und 15,1 Prozent waren 65 Jahre oder älter. 52,5 Prozent der Bevölkerung war weiblich.
Das jährliche Durchschnittseinkommen eines Haushalts lag bei 34.236 USD. Das Pro-Kopf-Einkommen betrug 20.337 USD. 20,2 Prozent der Einwohner lebten unterhalb der Armutsgrenze.

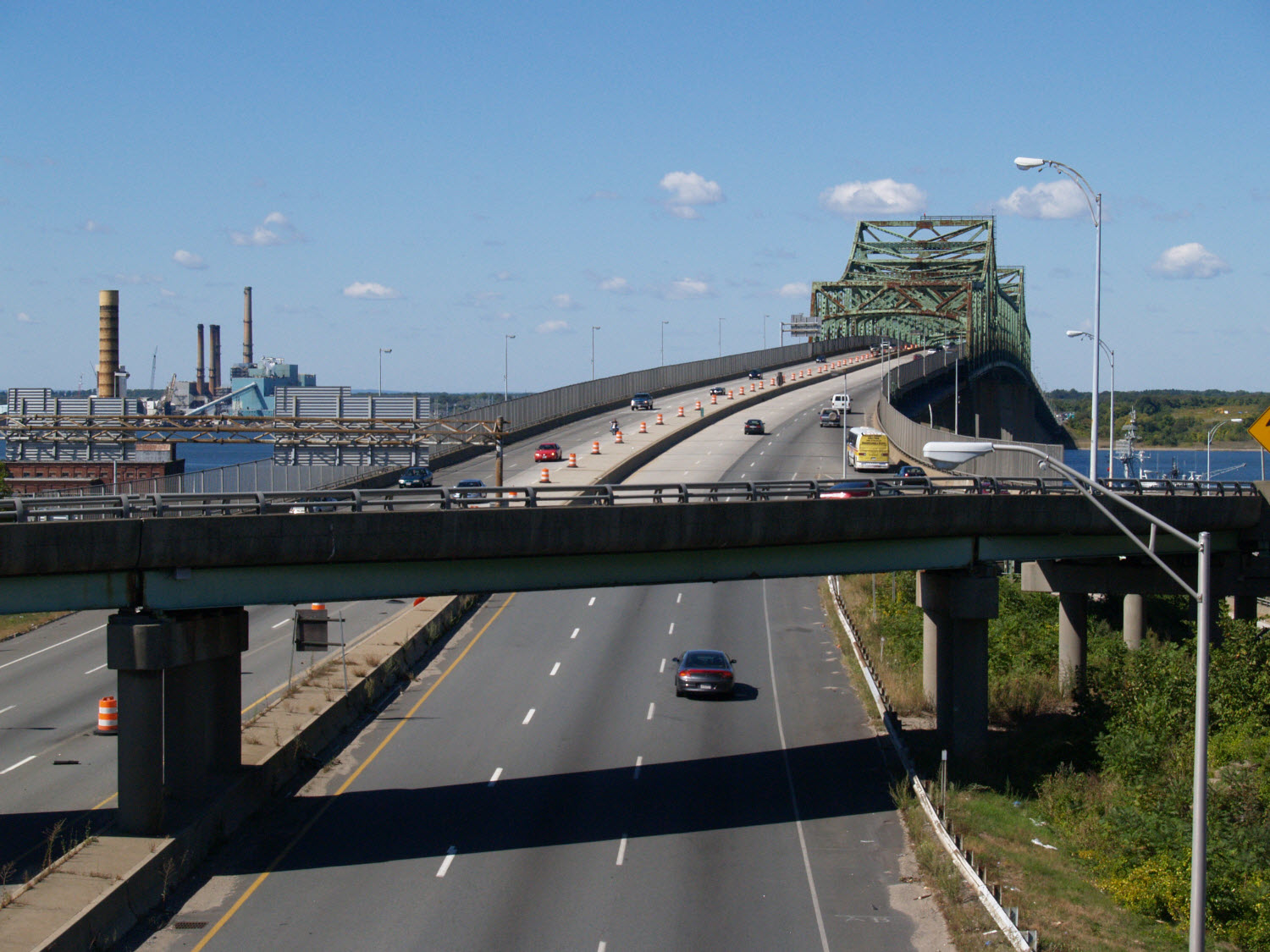
Braga Bridge mit der Interstate 195
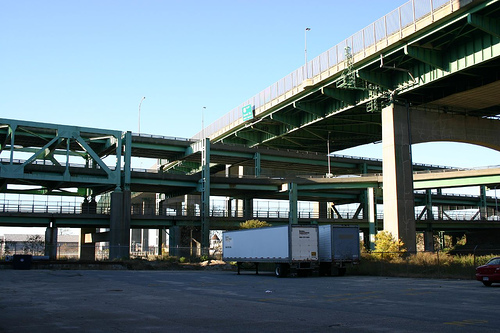
Kreuzung von Route 79 und Braga Bridge
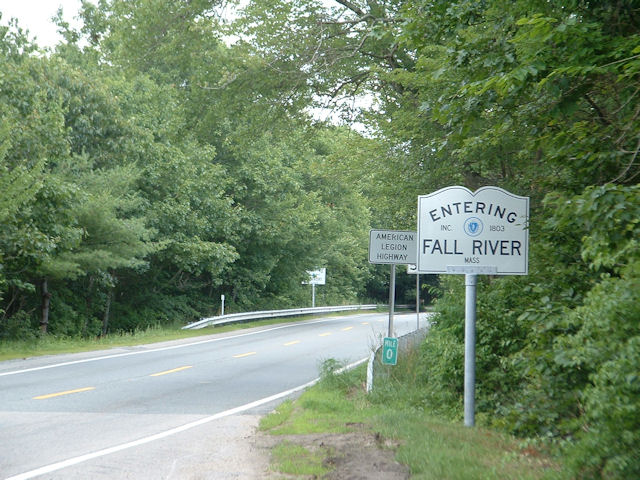
Massachusetts Route 177
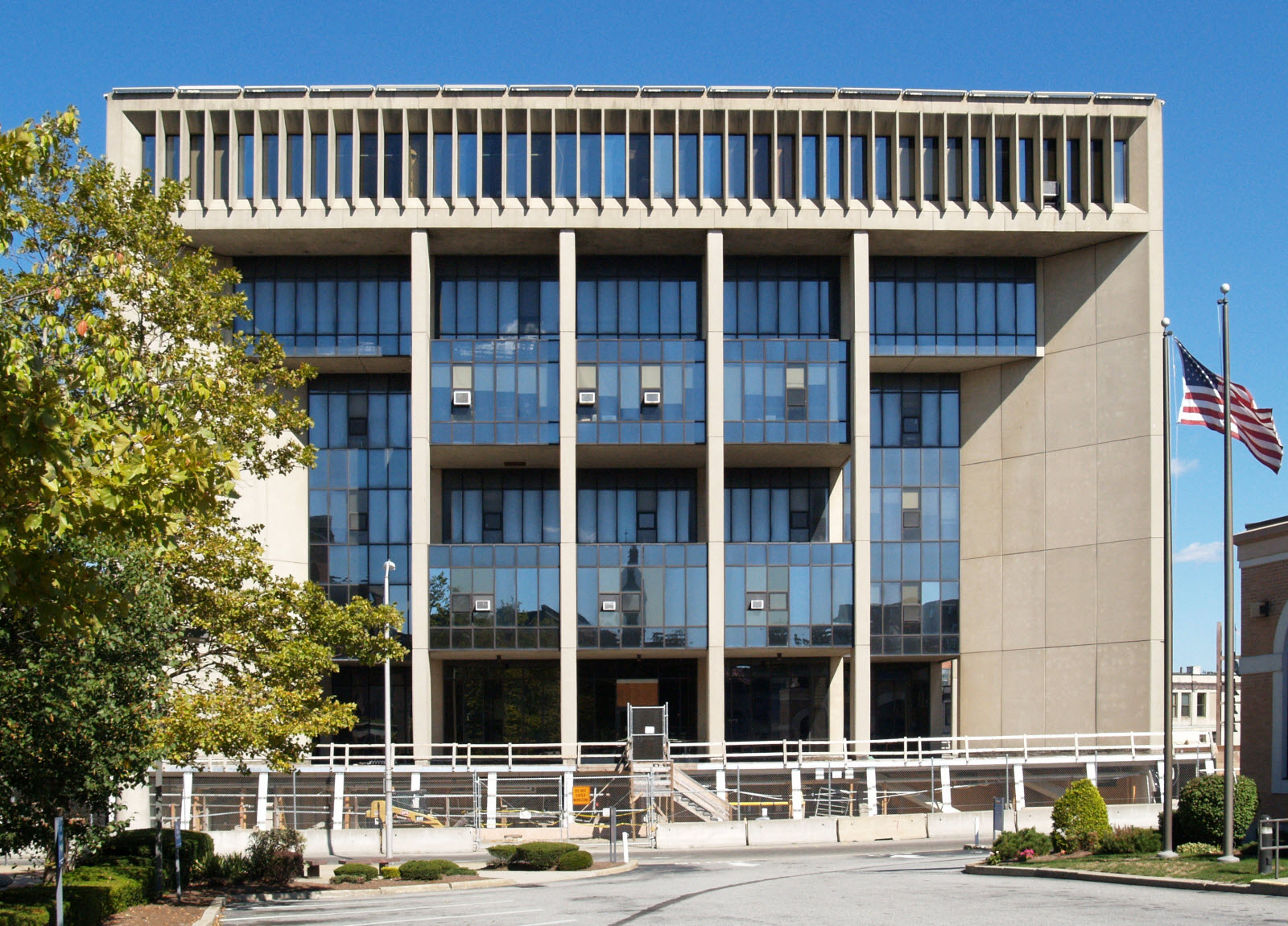
Fall River Government Center
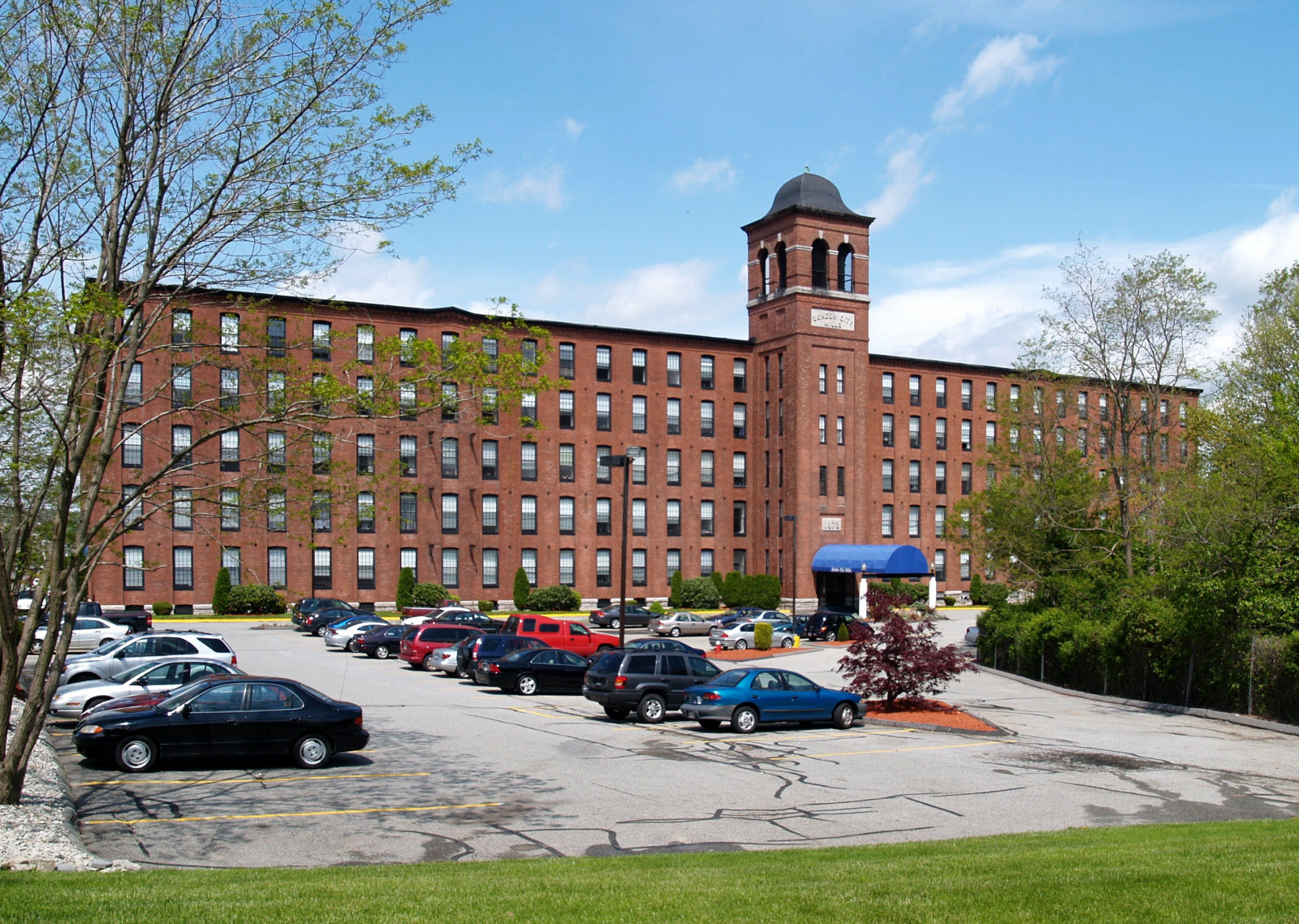
Border City Mill, seit 1983 im NRHP gelistet
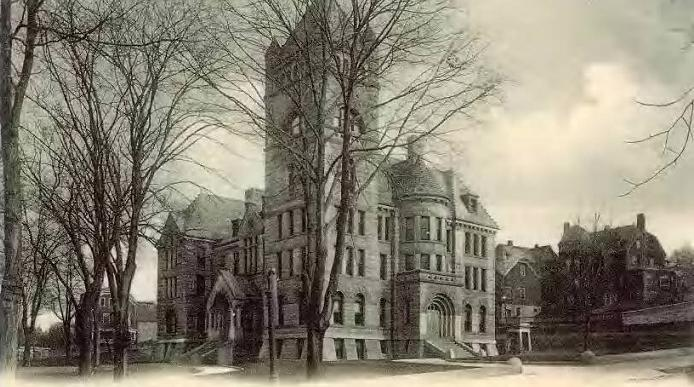
Fall River Superior Court 1905
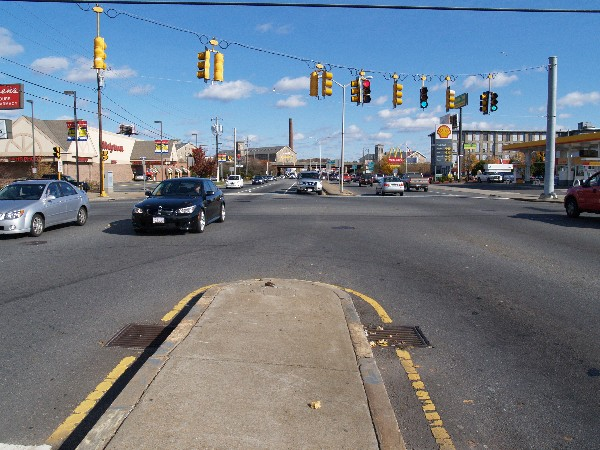
Plymouth Avenue
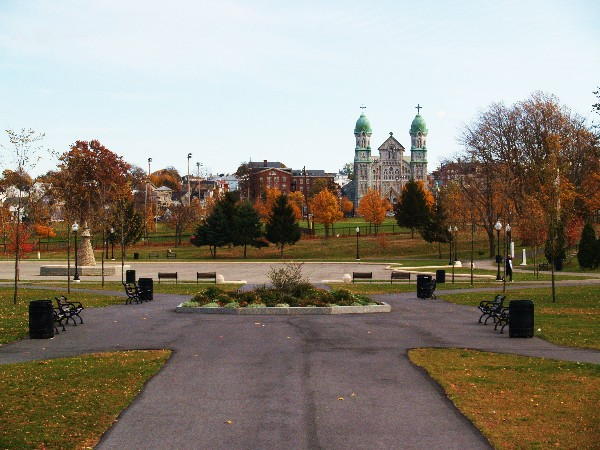
Kennedypark
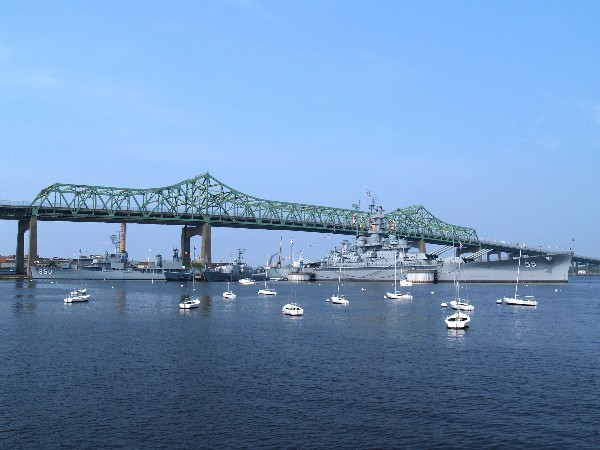
Battleship Cove

## Söhne und Töchter der Stadt
- Jonathan Chace (1829–1917), Politiker
- Lizzie Borden (1860–1927), verdächtigt und freigesprochen bezüglich des Mordes an ihrem Vater und ihrer Stiefmutter in 1892
- James Louis Connolly (1894–1986), Bischof von Fall River
- Aime Forand (1895–1972), Politiker
- William Otterwell Brady (1899–1961), römisch-katholischer Erzbischof von Saint Paul and Minneapolis
- Winston Sharples (1909–1978), Komponist
- Harry Wexler (1911–1962), Meteorologe
- Nathan Bor (1913–1972), Boxer
- Thomas J. Hudner (1924–2017), Offizier der United States Navy und Marineflieger
- Barbara W. Snelling (1928–2015), Politikerin, 1993 bis 1997 Vizegouverneurin von Vermont
- John Moriarty (1930–2022), Dirigent und Opernregisseur
- Robert Verity Clem (1933–2010), Vogel- und Landschaftsillustrator
- Joseph Patrick Delaney (1934–2005), römisch-katholischer Bischof von Fort Worth
- Ira Sharkansky (* 1938), Politikwissenschaftler und Hochschullehrer
- George William Coleman (1939–2024), Geistlicher und römisch-katholischer Bischof von Fall River
- Roc LaRue (1939–2019), Rockabilly-Musiker
- James P. Czekanski (1946–2012), Generalmajor der United States Air Force
- Greg Abate (* 1947), Jazzmusiker (Saxophone, Flöte), Arrangeur und Komponist
- George Stephanopoulos (* 1961), Journalist und Politikberater
- Edward Pimental (1965–1985), Soldat der United States Army, von Terroristen der RAF in Wiesbaden ermordet
- Michael DeMello (* 1974), Schauspieler
- Chris Herren (* 1975), Basketballspieler
- Mindy Robinson (* 1980), Schauspielerin und Model
- Sam Hyde (* 1985), Comedian, Satiriker und Performance Artist
- Michelle Picard (* 1993), Eishockeyspielerin